# Körfez (district)
Körfez is een Turks district in de provincie Kocaeli en telt 123.289 inwoners (2007). Het district heeft een oppervlakte van 356,1 km². Hoofdplaats is Körfez. Het district ligt aan de noordelijke kustlijn van de golf van İzmit.
De bevolkingsontwikkeling van het district is weergegeven in onderstaande tabel.
| 1997    | 2000    | 2007    |
| ------- | ------- | ------- |
| 100.321 | 105.295 | 123.289 |